# Physics of Plasmas
Physics of Plasmas  is een internationaal, aan collegiale toetsing onderworpen wetenschappelijk tijdschrift op het gebied van de plasmafysica.
De naam wordt in literatuurverwijzingen meestal afgekort tot Phys. Plasma.
Het wordt uitgegeven door IOP Publishing namens het American Institute of Physics en verschijnt maandelijks.
Het eerste nummer verscheen in 1994.